# Umingan
Umingan est une municipalité de la province de Pangasinan, aux Philippines.